# Shah Mansur

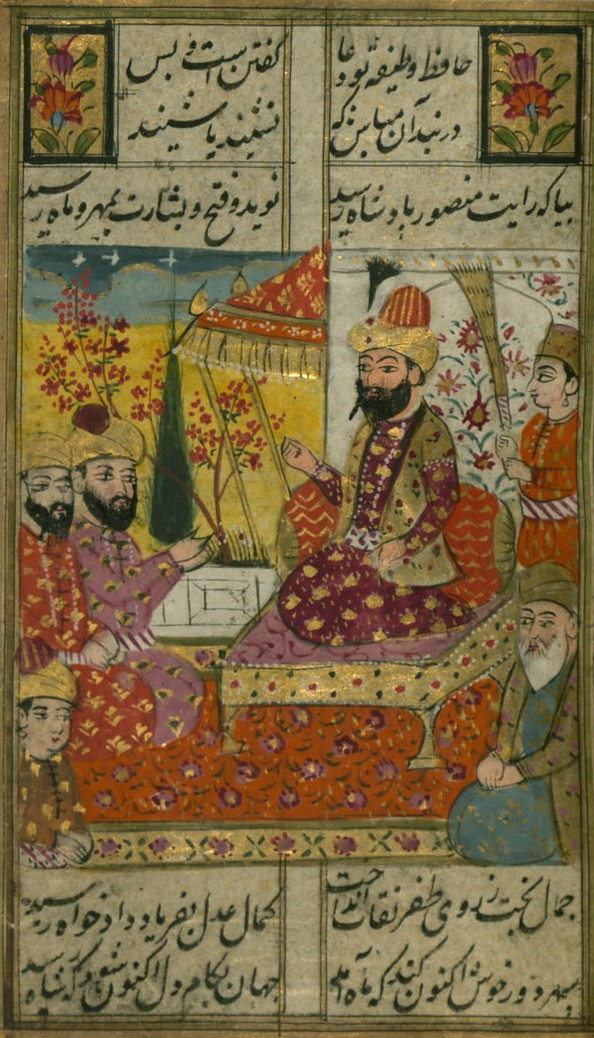
Il·lustració del segle XVIII d'Hafez a la cort de Shah Mansur.

Shah Mansur ibn Shah Muzaffar ibn Muhammad ibn Muzaffar (n. abans de 1350, + en combat el 1393) fou un príncep muzaffàrida que va exercir el poder suprem al Khuzestan (1382-1393), a Shiraz/Fars del 1388 al 1393 i a Esfahan del 1391 al 1393).

## Biografia

### Primers anys
Era el segon fill de Nusrat al-Din Shah Muzaffar ibn Mubariz al-Din Muhàmmad. El pare va morir el juliol de 1353 als 28 anys deixant quatre fills: Shah Yahya, el propi Shah Mansur, Shah Husayn i Shah Ali (n. vers 1351/1352, executat per Tamerlà el 1393), a mes de dues filles.
El 1364 Shah Shuja havia estat expulsat de Siraz pel seu germà Kutb al-Din Shah Mahmud però aspirava a recuperar-la. Shah Mansur era aleshores a Yadz amb el seu germà gran Shah Yahya, i va anar a Chahar Gunbad a jurar fidelitat al seu oncle, que el va tractar amb molts honors. Després va seguir fins a Shahr-i-Babak on va girar cap a Shiraz on Shah Mahmud esperava un possible atac del seu germà Shah Shuja.
Més tard Shah Shuja va recuperar Shiraz i Shah Mahmud es va retirar a Esfahan (1366). Alli va demanar ajut a Uways ibn Hasan, el sultà jalayírida que li va enviar un exèrcit que va arribar a Esfahan amb la filla d'Uways. Una vegada va poder disposar d'aquest exèrcit (1667), Shah Mahmud va marxar cap a Fars. Shah Shuja va reunir forces i li va sortir al encontre; el xoc es va produir a Chasht-khwar. Shah Shuja va confiar l'ala dreta a Imad al-Din Sultan Ahmad (el seu germà) i l'esquerra al seu nebot Shah Mansur, reservant-se per ell el centre. La batalla va durar tot el dia i a la nit Shah Shuja es va retirar cap a Shiraz mentre Shah Mansur amb l'ala esquerra aconseguia una victòria parcial entrant a Shiraz carregat de botí.

### Actuacions en la rebel·lió de Kirman i a la campanya de l'Azerbaidjan
Durant la rebel·lió de Pahlawan Asad al Kirman (1374) Shah Shuja va marxar cap a la regió a través del Garmsir, per Jiraft i Bam, i l'acompanyava Shah Mansur. Van arribar a Mahan i tot seguit a la vista de la ciutat de Shah-abad, a menys de 5 km de la ciutat de Kirman. Aqui es va lliurar una ferotge batalla en que Shah Mansur i el seu oncle Shah Sultan Abu Yazid amb els seus cavallers van atacar pre creuar per un pont cap a la porta Darwaza-i-Saadat ("Porta de la Felicitat") i van entrar a la ciutat; però Shah Shuja que temia que fosin ferits, els va ordenar retirar-se i va encarregar al seu germà Sultan Imad al-Din Ahmad la direcció del setge.
El 1375 va participar en la campanya de l'Azerbaidjan i acompanyava a Shah Shuja quan va entrar a Tabriz sense resistència. Fou enviat amb 20.000 cavallers al Karabagh, d'on es va haver de retirar quan les forces enviades al Awjan sota l'amir Amir Isfahan-shah ibn Sultan Shah Jandar van ser derrotades i Shah Shuja va ordenar la retirada. Es va poder reunir amb la resta de l'exèrcit en retirada a Kashan.
Enfadat Shah Shuja amb Shah Yahya per l'ajuda que havia donat a Pahlawan Asad, va enviar una força contra ell a Yadz. Però Shah Yahya va persuadir l'exèrcit atacant de no iniciar cap acció sense donar-li temps de comunicar amb Shiraz per oferir la seva submissió i quan es van confiar va fer una sortida sobtada i els va derrotar obtenint molt de botí. La resta de l'exèrcit va fugir cap a Shiraz on Shah Shuja va decidir anar-hi en persona per prendre revenja de Shah Yahya. Però Shah Mansur (germà de Shah Yahya, nebot de Shah Shuja) el va convèncer d'anar-hi ell personalment al seu lloc.
Shah Yahya se’n va adonar que aquest exèrcit no es retiraria sense acabar amb ell i va enviar a la seva mare (comuna del assetjador i del assetjat) a intercedir per ell; fou reeixida en la mediació entre els dos germans; al saber-ho els soldats es van dispersar en diverses columnes cap a Shiraz quedant a Yadz només Shah Mansur i els seus seguidors mes propers. Shah Yahya va intentar convèncer el seu germà d'anar al Mazanderan i reclutar allí un exèrcit que permetés a Shah Mansur realitzar els seus projectes, però no li va permetre entrar a la ciutat de Yadz.

### Exili al Mazanderan i el seu retorn com a mercenari
Finalment Shah Mansur va anar al Mazanderan i Shah Shuja va decidir que hauria d'anar a Yadz en persona (cosa que tampoc va funcionar per les habilitats negociadores de Shah Yahya).
El 1378/1379 Shah Husayn, el seu germà, que devia tenir entre 26 i 28 anys, va arribar a Siraz i fou ben rebut pel seu oncle Shah Shuja que el va nomenar qaim-maqan (virrei) del seu germà Shah Mansur que no sabem quin càrrec exercia si es que n'exercia cap. Probablement el 1383 (1882/1883) Shah Mansur no va participar en la campanya de Sultaniya que va fer el seu oncle Shah Shuja, en la qual el seu germà va morir en combat ja que uns mesos abans, segurament el 1381, després de viure un temps a Mazanderan com a fugitiu, s'havia presentat a Adil Agha i li havia ofert els seus serveis, que no foren acceptats ja que Adil Agha es declarava lleial a Shah Shuja tal com havia pactat el 1380; a mes fou empresonat per Adil, però per poc temps i vers el 1382 ja havia estat alliberat i va poder viatjar a Bagdad on fou ben rebut pel sultà Ahmad ibn Uways, al qui es va oferir igualment, sent aquí acceptats els seus serveis tot i que el sultà dubtava de la sinceritat de Mansur.

### La ocupació del Khuzestan
Uns anys abans, probablement vers el 1377 o 1378, un dels caps de la noblesa d'Hamadan, Pir Ali Badak, enfrontat al aleshores sultà jalayírida Husayn ibn Uways, va fugir a Shiraz on fou ben rebut per Shah Shuja que el va enviat al Khuzestan, regió que obeïa al sultà jalayírida i que Badak va sotmetre en nom de Shah Shuja (probablement 1378 o 1379). Badak va designar com a governador amb residència a Shushtar al seu naib (lloctinent), Islam, i ell mateix va anar a Bagdad en alianza amb el príncep jalayírida Shazada Ali ibn Uways i encara que inicialment van acabar expulsats, van tornar i van arribar a encunyar moneda en nom de Shah Shuja i es va llegir la khutba en el seu nom, enfrontant-se al sultà Ahmad ibn Uways però un temps després l'exèrcit d'ambdós fou derrotat pels turcmans kara koyunlu, aliats d'Ahmad i van morir ambdós, quedant Bagdad en mans d'Ahmad ibn Uways. Shah Shuja en fou informat a través del governador Islam (naib de Badak) i va enviar a Shushtar un petit contingent manat per Pahlawan Ali Shah Marniyani, per protegir la zona; però aquest, quan va assegurar el control, va decidir expulsar a Islam; el complot no obstant va fracassar i ell mateix va resultar mort.
Poc després fou quan va arribar Shah Mansur a Bagdad i Ahmad va decidir enviar-lo a recuperar el Khuzestan, que estava en la situació poc estable indicada. Shah Mansur va poder entrar a Shushtar mercès el suport de certs xeics locals; però quan va tenir el poder va eliminar els seus possibles opositors i als rivals, en benefici propi, i després va començar a fer incursions a Luristan, matant i saquejant a la població de la zona. L'atabeg del Luristan (Lur-i Buzurg), Pashang es va queixar a Shah Shuja i li va demanar l'enviament d'un exèrcit que pogués ocupar Shushtar i Khuzestan. Shah Shuja va prometre que al retorn d'una expedició a Sultaniya, aniria a Shushtar per atendre la petició de l'atabeg.

### Defensa del Khuzestan
El 1383 va morir el seu germà Shah Husayn, en l'expedició de Shah Shuja a Sultaniya. A la tornada d'aquesta expedicio, Shah Shuja va passar pel Lur-i Kučik (on es va casar amb la filla del malik o atabeg, sent almenys la tercera vegada que es casava) i des de allí va baixar per les muntanyes de Lur-i Buzurg cap a Dizful i Shushtar. El trajecte fou penós ja que l'exèrcit va patir molt de fred (era el hivern de 1383 a 1384), però va arribar finalment a Shushtar en un moment d'intensa pluja que va durar uns quants dies fins que finalment el temps es va aclarir. Allí van esperar les forces de l'atabeg de Lur-i Buzurg, Shams al-Din Pashang, mentre que a l'altre costat del riu on estava acampat Shah Shuja i els seus, es trobaven les forces de Shah Mansur, amb 500 o 600 homes ben equipats; l'atabeg va arribar poc després i les dues parts van restar allí una setmana, cadascuna a un costat del riu, el qual baixava amb massa cabdal i no podia ser creuat. Es van produir converses de pau; Shah Shuja estava a un costat del riu i Shah Mansur a l'altra i això fou el mes prop que els dos homes van estar. Finalment Shah Shuja es va retirar prometent a l'atabeg que enviaria un exèrcit des de Shiraz sota el comandament de Sultan Baiazid ibn Uways de Sultaniya, per reforçar les forces de Lur (efectivament Biazit va anar amb les seves forces a Luristan el 1384). Shah Mansur va marxar a Shushtar per la via de Kuh-Gayluya. Shah Shuja va tornar a Shiraz, mentre l'atabeg tornava a Idaj. Durant el camí Faraj Agha va desertar de l'exèrcit de Shah Shuja i se’n va anar a Shushtar passant al servei de Shah Mansur.

### Primera intervenció de Tamerlà
El 1387, davant de l'amenaça de Tamerlà, Sultan Zayn al-Abidin que no es volia sotmetre, va decidir marxar temporalment del país amb els seus amirs, soldats i tresors, abandonant Shiraz cap a Bagdad. En el camí va arribar a Shushtar on es va trobar amb Shah Mansur; aquesta vegada si que les tropes farsis amb el sobirà muzaffàrida van travessar el riu i Zayn al-Abidin fou conduit a la rodalia de la ciutat, on va acampar. Fou atès hospitalàriament per Shah Mansur i va rebre la visita de la dona d'aquest últim (que era filla de Shah Shuja i, per tant, germana o mitja germana de Zayn al-Abidin) i el seu fill Sultan Ghadanfar.
Gradualment la confiança va créixer entre les dues parts; primer els soldats de Zayn al-Abidin i finalment ell mateix amb els seus capitans, es va aventurar a visitar la ciutat de Shushtar, fins que estant al interior, de sobte Shah Mansur va fer detenir i lligar a Zayn al-Abidin i als seus oficials i es va apoderar del tresor i propietats; després va convidar als soldats a entrar al seu servei, cosa que molts van fer. A Shiraz havia quedar al comandament Shah Yahya, germà de Shah Mansur, encarregat de buscar regals per satisfer a Tamerlà; la situació ara havia canviat doncs Shah Yahya exercia el govern mentre que Tamerlà havia retornat ja cap a Samarcanda. Zayn al-Abidin fou tancat a la ciutadella de Shushtar i comptant amb el servei de molts dels que havien estat els seus amirs i dels soldats del Fars (uns milers d'homes) i de les seves pròpies forces (uns 600 homes), Shah Mansur es va dirigir a Shiraz. Shah Yahya, incapaç de fer-li front per manca de mitjans (ja que l'exèrcit havia sortit del país i les forces de les que podia disposar eren limitades a uns centenars de soldats), es va retirar a Yadz, el seu feu tradicional. Shah Mansur es va apoderar de Shiraz a la que va entrar sense oposició; va detenir als principals nobles i va fer cegar a l'amir Ghiyath al-Din Mansur Shul que se li oposava (1387).
Esfahan havia patit molt del pas de Tamerlà, que havia provocat una massacre a la ciutat (200.000 morts segons es diu tradicionalment, i al menys 30.000 segons sembla mes probable) i els nobles partidaris de Zayn al-Abidin es devien entendre amb la part de la noblesa que volia un sobirà especific i van gestionar que Zayn al-Abidin fos enviat allí. Els guardians que el custodiaven a Shushtar, de bona fe o subornats, hi van accedir i Zayn al-Abidin fou enviat a Esfahan on va assolir el govern de l'Iraq Ajamita (1388).

### Shah Mansur com a sobirà a Shiraz
Shah Mansur pel seu costat va sortir de Shiraz i va atacar Abarkuh, que estava en mans del seu germà Shah Yahya; va capturar aquesta ciutat, els tresors de la qual ja havien caigut en mans de Shah Yahya. Aleshores es va dirigir a Esfahan, el govern de la qual reclamava, devastant les terres per on passava, però va retornar a Shiraz sense haver aconseguit dominar l'Iraq Ajamita; va seguir una sequera que va provocar la gana a Fars, morint molts habitants de la regió mentre que altres van haver d'emigrar.
L'atabek Shams al-Din Pashang de Lur-i Buzurg havia mort i el va succeir com atabek Malik Pir Ahmad, que va tenir un conflicte amb el seu germà menor Malik Hushang, i en el conflicte aquest darrer va resultar mort. El sultà Baiazid ibn Uways va abandonar el país en direcció a Kirman (i després a Yadz). Les lluites van continuar al Luristan entre els dos partits i Shah Mansur, el teòric sobirà, va optar per deposar Pir Ahmad i posar un simple governador al seu lloc. Pir Ahmad va poder fugir i va anar a la cort de Tamerlà a Samarcanda, a queixar-se. Shah Mansur va nomenar governador del Luristan a un noble local de nom Malik Uways i després va tornar a Shiraz per preparar una expedició a Esfahan.

### Lluites amb Yadz, Kirman, Sirjan i Esfahan
Shah Yahya de Yadz, mentre, havia convençut a Zayn al-Abidin d'Esfahan de fer aliança amb Imad al-Din Sultan Ahmad de Kirman per venjar-se de Shah Mansur. Sultan Ahmad (acompanyat del seu fill Ghiyath al-Din Muhammad) i Zayn al-Abidin es van trobar a Sirjan el gener de 1391, sota la hospitalitat de Sultan Abu Ishaq, governador del districte. Als pocs dies els dos homes i les seves forces van sortir cap a Fars. A Tarim se'ls va unir l'agrupament Hazara però el avanç fou bloquejat a Furg per un fort exercit enviat per Mansur. Sultan Ahmad i Zayn al-Abidin es van dirigir a Nayriz via Khush-Nawa. Shah Yahya va enviar un missatge que anava cap allí a tota velocitat i que els aliats esperessin la seva arribada; tot i el consell dels caps militar de seguir avançant, els aliats van esperar 10 dies l'arribada de Yahya; aquest finalment no va arribar i durant aquest temps Shah Mansur va poder retornar a Shiraz on va reclutar més gent i va sortir a la lluita altre cop. Sultan Ahmad i Zayn al-Abidin van seguir cap Sarwistan per des de allí retrocedir a Fasa, mentre Shah Mansur anava per una altra ruta cap al Garmsir. Els dos exercits es van trobar a Fasa un divendres a la tarde. Mansur (que esperava els darrers reforços) va fingir que volia arribar a un acord pacífic i el combat es va ajornar fins al dissabte quan Shah Mansur, ja amb les seves forces completes, va atacar els exèrcits rivals i els va derrotar matant a molts. Bona part dels que van poder fugir es van dirigir a Kirman mentre Zayn al-Abidin (les forces del qual eren reduïdes) es va separar a Qatra i va anar cap a Esfahan.
Shah Mansur deprés de la victòria va tornar a Shiraz i se li van unir molts desertors de l'exèrcit enemic. Va marxar aleshores cap a Esfahan i Zayn al-Abidin, sense recursos per fer-li front, va fugir a Khurasan via Rayy (1391). Mansur va entrar a Esfahan sense lluita mentre que Zayn al-Abidin arribava a Rayy on el governador Musa Jawkar “el granger de cibada” el va trair i el va fer presoner i el va enviar encadenat a Mansur que immediatament el va fer cegar, un càstig cruel que els contemporanis li van recriminar

### Pretensió de desafiar a Tamerlà
Shah Mansur tot seguit va anar cap a Yadz i va devastar la ciutat i el seu entorn, seguint després cap a Kirman mentre enviava ambaixadors tant al seu germà Shah Yahya com al seu oncle Sultant Ahmad intimant-los a renunciar al seu reconeixement de Tamerlà i sotmetre’s a ell mateix, enviant en garantia cadascun un fill i a més alguns guàrdies (soldats ben entrenats) per acompanyar-lo a Khurasan on controlaria el riu Oxus contra una possible invasió de Tamerlà; en cas contrari els amenaçava que haurien de patir la guerra. Sultan Ahmad va declinar la proposta i va manifestar que era una bogeria desafiar a Tamerlà. Shah Mansur va devastar algunes zones de Kirman però finalment va tornar a Shiraz on va preparar els elements per poder assetjar Yadz on estava Shah Yahya.
En les lluites per Yadz es van produir diverses escaramusses en una de les quals un amir de Mansur, de nom Gurguin, va resultar mort. Per alguna raó aquest fet va enfurismar especialment a Shah Mansur que va fer devastar tot el territori; després un altre cop es va dirigir al sud cap a Kirman arribant fins a Rudan i Rafsinjan (o Rafsanjan) i devastant tot el país. Alguns amirs van desertar i es van unir a Sultan Ahmad que els va rebre cordialment. Mansur alarmat per les desercions, es va retirar a Shiraz; a base de favors i regals va reeixir a obtenir l'aliança de Sultan Abu Ishaq de Sirjan.

### Tamerlà s'acosta a la zona
Abu ishaq va avançar des de Sirjan cap el Garmsir i Sultan Ahmad li va sortir al pas. Van estar un mes aturats a Baft on van arribar ambaixadors de Tamerlà que van informar de que ell seu senyor estava avançant amb el seu exèrcit cap a l'Iraq Ajamita i Fars i que els convocava a trobar-se a Rayy on havien d'acudir cadascun amb les seves forces militars. Sultan Ahmad va retornar aleshores a Kirman.
Les forces de Tamerlà començaven a acostar-se al Kirman (final de novembre de 1392) i Sultan Ahmad va decidir anar a Rayy (junt amb els nobles i amirs) per trobar-se amb el conqueridor. Shah Mansur estava en aquell moment a Esfahan i es va retirar a Shiraz, es va emborratxar i durant 40 dies ningú va saber res d'ell.

### Tamerlà conquereix Khuzestan
Tamerlà pel seu costat va deixar el seu quarter de hivern al Mazanderan i es va dirigir a Sultaniya i rodalia que va sotmetre; després es va dirigir a Hamadan on va enviar a Muhammad Sultan Bahadur a través del Kurdistan amb ordres de reunir-se amb l'exèrcit principal a Huwayza i Dizful; al mateix temps el príncep Umar Shaykh Bahadur fou enviat via Qom (Kum o Qum), Awa, Sawa i part del Lur-i-Buzurg i del Lur-i Kučik al mateix punt de trobada. Malik Izz al-Din Husayn de Lur estava en aquest moment en plena disputa amb el seu fill però al saber que s'acostaven les forces de Tamerlà pare i fill van fer les paus i van fugir de Lur-i Kučik en direcció oposada al invasor. Tamerlà, deixant a Amir Sayf al-Din Qultash amb 500 homes per controlar Burujird, i a l'emir Hajji Timur Buqa i Shaykh Sistani, amb el mateix nombre de soldats, per controlar Khurramabad, va avançar cap a Shushtar via Samra i Dizful, ciutat aquesta darrera en la qual fou rebut pels nobles i caps.
Ali Kutwal i l'amir Isfandiyar que governaven Shushtar per compte de Shah Mansur, van fugir cap a Shiraz i Tamerlà va entrar sense oposició a Shushtar. Khwaja Masud amb 1000 homes es va establir com a guarnició de Shushtar i Hasan-i-Rashid amb un altre contingent a Huwayza; un oficial khurasani va ser l'encarregat de la guarnició de Dizful. Tamerlà va avançar per Bahbahan cap a Shiraz.

### Final del regnat i mort gloriosa
Mihtar Saadat el servidor que era guardià (castellà o kutwal) de Qafa-i- Safid, confiant en la impregnabilitat de la fortalesa famosa des de temps antics per aquest fet, es va voler oposar a Timur, que al tercer dia des de la seva arribada va assaltar la fortalesa i va matar tots els seus defensors. Quan Shah Mansur va saber això va fugir atacat pel pànic cap al pont de Fasa on va trobar alguns refugiats als que va preguntar què deia la gent de Shiraz i li van respondre que es reien d'ell perquè, amb tota la seva arrogància, havia "fugit com una cabra". En sentir-ho, va sentir vergonya i el seu destí el va impulsar-lo a retrocedir i oposar-se a Tamerlà (que ja havia arribat a Shiraz) amb només un petit exèrcit de 3000 homes, la majoria nòmades. Quan Tamerlà el va veure preparat per a la batalla, va confiar l'ala dreta del seu exèrcit a Pir Muhammad Bahadur, l'esquerra al príncep Muhammad Sultan Bahadur i el centre al seu fill el príncep Shah Rukh. Davant l'atac de Tamerlà les ales dreta i esquerra de Shah Mansur van fugir però ell i el centre van aguantar ferms i van lluitar amb desesperació i valentia de manera que va costar a les tropes de Tamerlà poder-se obrir pas; els guàrdies de corps de Shah Mansur van caure i va quedar finalment sol, ferit a tres llocs del coll i la cara. No fou reconegut, i tots els presoners foren portats cap a la ciutat. però un dels soldats de Timur el va fer caure del cavall i, al caure a terra, el casc li va marxar del cap, i potser pensant que havia estat reconegut, va cridar: "Sóc el que busqueu: doneu-me un glop d'aigua i porteu-me viu a Timur". Els soldats però no van fer cas a la seva petició i el van matar allà mateix i després el van portar a Timur/Tamerlà. La majoria dels seus oficials també van ser assassinats o presos; Fars va quedar dominat i Timur va enviar proclames de la victòria a través de tot el seu imperi.

### Tamerlà reparteix els territoris i liquida la dinastia muzaffàrida
Imad al-Din Sultan Ahmad i un fill de Shah Shuja es dirigien al campament de Timur quan els van arribar les notícies d'aquests esdeveniments: van accelerar la marxa i es van presentar. Sultan Abu Ishaq ibn Uways ibn Shah Shuja va deixar un servent anomenat Gudarz a càrrec del castell de Sirjan, i ell mateix es va dirigir a veure a Tamerlà. Però aquest va ordenar encadenar a tots aquests prínceps.
Fars i Iraq Ajamita van ser assignats al príncep Umar Shaykh Bahadur; i Kirman a Idaku Bahadur (el cap dels Barles,la tribu de Tamerlà), a qui, amb l'ajut d'una carta de Sultan Ahmad al seu fill (encarregat del govern en absència del pare) Sultan Ghiyath al-Din Muhammad, aquest li va lliurar les claus de la ciutat. Només una setmana després, durant el primer terç de Rajab del 795 de l'hègira (del 13 al 22 de maig de 1393) es va fer un rescripte imperial emès al poble de Mahyar, ordenant la mort de tot el llinatge dels Muzaffàrides, grans i petits, ordre que es va dur a terme sense pietat.